# Lingua hadiya
La lingua hadiya (in amarico hadiyigna) è una lingua dell'Etiopia, totalmente differente da quelle delle etnie circostanti, simile solo al kambata (kambatigna). 
In questo idioma non esistono i tempi futuri, non esiste congiuntivo e condizionale.
La struttura della frase è molto semplice, ma è possibile arrivare a notevoli livelli di complessità del discorso grazie ad alcune parole (simili ad avverbi) che danno l'idea delle sfumature.
Alcuni esempi di parole in lingua hadiya:
- ciao = tumma
- straniero = farenjiccio
- acqua = uouo
- stupido = kaua
- come stai? = enkirietè?
- questo = ku
- palo centrale della capanna = utuba
- cavallo = farashu
- focaccia = kitta
- ragazzo = bet